# Charles Hazlitt Upham

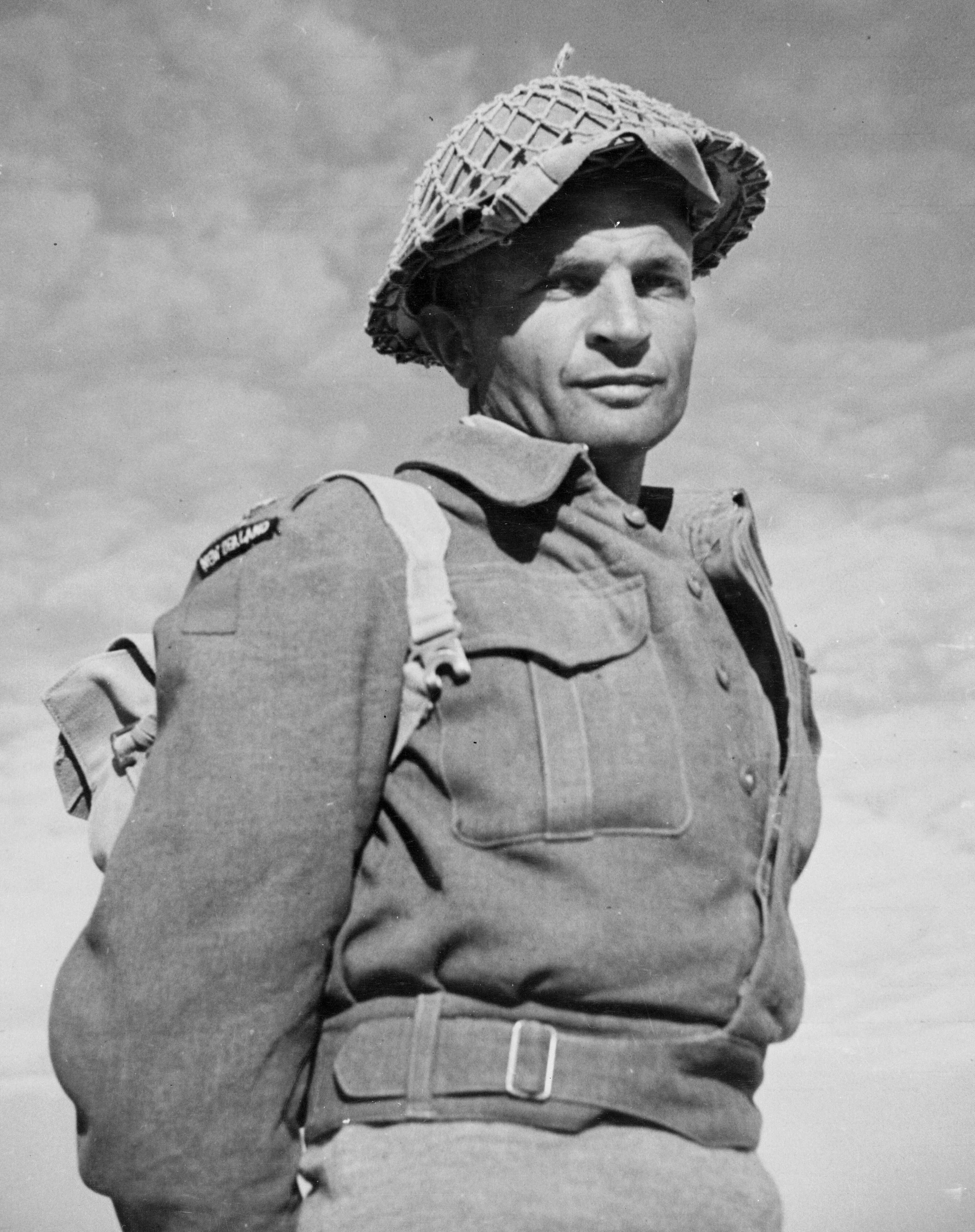
Charles Hazlitt Upham

Hauptmann Charles Hazlitt Upham, VC & Bar (* 21. September 1908 in Christchurch, Neuseeland; † 22. November 1994 ebenda) war ein neuseeländischer Soldat im Zweiten Weltkrieg. Er war der dritte und bisher letzte Soldat, der das Victoria-Kreuz zweimal erhielt. Dabei ist er sowohl der einzige im Zweiten Weltkrieg zweifach ausgezeichnete Soldat als auch der einzige kämpfende Soldat überhaupt. Hauptmann Upham wird als der bekannteste Commonwealth-Soldat des Krieges beschrieben. Das Victoria-Kreuz ist die höchste militärische Auszeichnung des Commonwealths für Tapferkeit im Angesicht des Feindes.

## Kindheit und Jugend
Charles Upham wurde am 21. September 1908 in der 32 Gloucester Straße in Christchurch geboren. Er war der Sohn von John Hazlitt Upham und Agata Mary Coates. Von 1917 bis 1922 besuchte er die Waihi Schule in dem Dorf Winchester, South Canterbury. Dann besuchte er bis 1927 das Christ’s College in Christchurch. Nachdem er sein Abschlusszeugnis erhalten hatte, studierte er am Canterbury Agricultural College, wo er 1930 ein Diplom in Landwirtschaft erhielt.
Er arbeitete auf einem Bauernhof als Schäfer und wurde dann Leiter der Farm. Später arbeitete er für die neuseeländische Regierung als ein Bauernhofinspektor, wobei er Bauernhöfe bewertete. 1937 arbeitete er als ein Assistent in der Bewertungsabteilung im Timaru. 1939 ging er zurück nach Lincoln, wo er einen Abschluss in Bauernhofmanagement erhielt. 1938 verlobte er sich mit seiner zukünftigen Frau Mary (Molly) Eileen McTamney. Sie heirateten nach dem Krieg in London und wurden Eltern von drei Töchtern.

## Zweiter Weltkrieg

### Anfang des Zweiten Weltkrieges
Nachdem Großbritannien Deutschland im September 1939 den Krieg erklärt hatte, meldete sich Upham freiwillig zur New Zealand Expeditionary Force. Er trat als Gefreiter in den Dienst ein, aber aufgrund seines Alters, seiner Erfahrung in der neuseeländischen Landwehr und seiner freimütigen Persönlichkeit wurde er bald zum Sergeant befördert. 1940 wurde seine Einheit nach Ägypten verschifft. Hier nahm er an einem Offizierlehrgang teil und wurde im November 1940 zum Leutnant (2nd Lieutenant) befördert.

### Kreta
Im März 1941 wurde Uphams Bataillon nach Griechenland verlegt, wo es gegen die deutsche Invasion kämpfte. Aufgrund der deutschen Überlegenheit mussten sich die Commonwealth-Truppen im April auf die Insel Kreta zurückziehen. Die Truppen litten unter schlechter Versorgung und Krankheiten, wovon Dysenterie die häufigste war. Die deutsche Führung beschloss, Kreta in einer kombinierten See- und Luftlandeoperation einzunehmen. Eines der wichtigsten Angriffsziele war Maleme im Nordwesten Kretas, wo sich der größte Flugplatz der Insel befand.
Während der Gefechte um das Flugfeld zeichnete sich Upham das erste Mal aus. Während eines Nachtangriffs schaltete er am 22. Mai mehrere MG-Nester mit Handgranaten aus. Zudem drang er mit seinem Platoon 500 Meter tief in feindliches Gebiet vor, um eine abgeschnittene neuseeländische Kompanie zu entsetzen, wobei er durch Granatsplitter an der Schulter verwundet wurde. Am 30. Mai nahm er trotz einer weiteren Verwundung an einem Gegenangriff auf eine deutsche Einheit teil, die das alliierte Hauptquartier in Sfakia bedrohte. Für die Gefechtsleistungen wurde ihm im Oktober 1941 das Victoria-Kreuz verliehen.

### Schlacht von El Alamein
An der Operation Crusader nahm Upham auf Befehl seines Bataillonskommandeurs nicht teil, da dieser befürchtete, der Nationalheld könnte seinem Draufgängertum zum Opfer fallen. Upham, mittlerweile Kompaniechef, stellte seine angeschlagene Einheit nach den schweren Kämpfen in Libyen wieder auf. Beim Rückzug aus Minqar Qaim nach dem deutschen Unternehmen Theseus zeigte er wieder überragende Leistungen in der Schlacht. Er griff mit Handgranaten einen Lastwagen mit deutschen Soldaten an und überrannte mehrere deutsche Positionen, die den Rückzug der eingekesselten 2. neuseeländischen Division behinderten. In der ersten Schlacht von El Alamein am 14. Juli 1942 nahm er am Angriff auf den Ruweisat-Rücken teil. Er wurde dabei mehrmals schwer verletzt und geriet schließlich in Gefangenschaft.

### Upham als Kriegsgefangener
Upham wurde nach seiner Gefangennahme per Schiff nach Italien transportiert. Das Schiff legte im Hafen von Reggio an, von dort aus reiste er mit dem Zug nach Neapel und dann mit dem Lastwagen zum Krankenhaus in Caserta. Hier wurden seine Wunden versorgt. Später wurde er in ein anderes Krankenhaus in Castel san Pietro verlegt.
Im März 1943 wurde er in das Kriegsgefangenenlager in Modena verlegt. Hier versuchte er, durch Klettern auf das Dach zu entkommen. Jedoch konnte er die Dachziegel nicht durchbrechen. Im September 1943 übernahmen deutsche Soldaten das Kriegsgefangenenlager und begannen, die Gefangenen in andere Kriegsgefangenenlager zu verlegen. Upham wurde in einem offenen Lastwagen transportiert. Als der Lastwagen über einen Hügel fuhr, sprang Upham heraus und lief weg. Er kam jedoch nur wenige hundert Meter weit, bevor er wieder gefasst wurde.
In Deutschland kam Upham zuerst ins Stalag VII B, dann ins Stalag V C und schließlich ins Oflag V A in Weinsberg bei Heilbronn. Upham und andere Gefangene unternahmen mehrere Fluchtversuche durch den Bau von Tunneln. Am Heiligabend 1943 versuchte Upham über den Zaun zu klettern, wobei er fast erschossen wurde. Später versuchten er und ein anderer Gefangener den Zaun zu durchschneiden, aber sie wurden entdeckt und mussten deshalb den Fluchtversuch abbrechen. Upham versuchte später am helllichten Tag über die Zäune zu klettern. Er fiel zwischen den Zäunen herunter und verwickelte sich dabei im Stacheldraht. Als ein Bewacher eine Pistole auf ihn richtete, zündete Upham sich ruhig eine Zigarette an.
Nach diesem Fluchtversuch wurde für Upham Einzelhaft angeordnet. Wenn er trainierte, musste eine Wache bei ihm sein. Es gab auch eine Aufsicht mit einem Maschinengewehr auf der Brüstung. Trotz dieser Vorsichtsmaßnahmen lief Upham durch die Kaserne und zum Zaun. Er entkam über den Zaun und auf die Straße. Eine Gruppe deutscher Soldaten, die zum Lager zurückkehrten, fing ihn wieder ein. Die Wache auf der Brüstung erzählte den Gefangenen später, dass er aus purem Respekt nicht geschossen hatte.
Upham wurde ins Oflag IV-C im Schloss Colditz verlegt. In Begleitung von drei Soldaten wurde er mit dem Zug transportiert. Er durfte nur auf die Toilette, wenn der Zug sich bewegte, um ihn an der Flucht zu verhindern. Upham brach dennoch das Fenster auf und sprang hinaus. Am Tag darauf fing einer der Soldaten, die mit Upham reiste, ihn wieder ein. 1944 kam Upham in Colditz an. Am 15. April 1945 wurde er in Colditz von amerikanischen Streitkräften befreit. Upham bereitete sich darauf vor, zusammen mit den amerikanischen Streitkräften zu kämpfen, es wurde aber befohlen, die Kriegsgefangenen zu evakuieren. Upham wurde nach Großbritannien gebracht.

## Nach dem Krieg

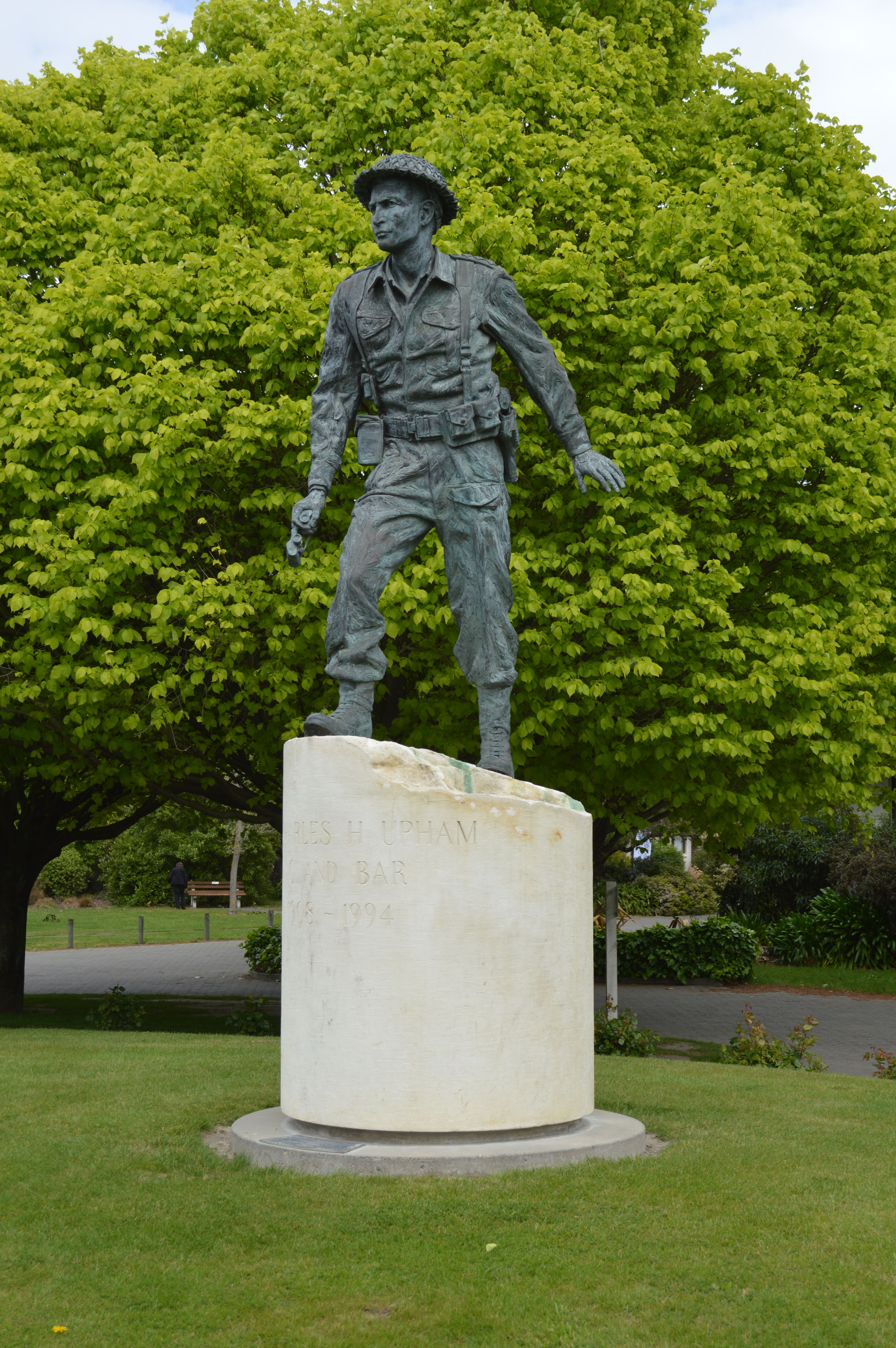
Charles-Upham-Denkmal in Amberley

Während er in Großbritannien war, erhielt er im Mai 1945 sein erstes Victoria-Kreuz für seine Tapferkeit in der Schlacht von Kreta verliehen. Im September 1945 wurde ihm sein zweites Victoria-Kreuz für seinen Einsatz bei El Alamein verliehen. Offenbar war Upham ein bescheidener Mann, der über die Aufmerksamkeit beschämt war, die er erhielt. Er glaubte, dass er die Orden nicht verdient hätte, weil er nur seine Pflicht als Soldat für sein Land erfüllt hätte. In eine Befragung sagte er: „Ein Mensch soll sein Bestes zeigen und er kann nicht mehr als sein Bestes geben. In einer internationalen Katastrophe muss jedermann seinen Teil leisten.“
Nachdem er nach Neuseeland zurückkam, kaufte er einen Bauernhof in Otago. Er lebte dort mit seiner Familie, bis eine Krankheit ihn zwang, diesen zu verkaufen. Er starb am 22. November 1994.
Nach Meinung des Historikers Tony Simpson und von Oberleutnant Bill Alison war Upham ein Mann, der keine Angst auf dem Schlachtfeld hatte. Simpson glaubte, der Grund für die Abwesenheit von Angst, die Upham zeigte, sei eine natürliche Risikofreudigkeit. Upham sorgte sich nicht so sehr um seine eigene Sicherheit, sondern um die seiner Kameraden. Die Risiken, die er dabei auf sich nahm, waren der Grund für die Verleihung zweier Victoria-Kreuze.